# Seznam romarskih središč v Sloveniji
Seznam romarskih središč v Sloveniji vsebuje narodno ter škofijska in krajevna romarska središča.

## Glavna središča
Od sedmih škofijskih romarskih središč jih pet nosi tudi status bazilike. Bazilika Marije Pomagaj, Brezje, je hkrati škofijsko romarsko središče Nadškofije Ljubljana in slovensko narodno romarsko središče, zato velja za najbolj pomembno in obiskano romarsko središče v Sloveniji. Drugi dve najbolj obiskani sta Bazilika Marije Zavetnice s plaščem, Ptujska Gora in Bazilika Svetogorske Matere Božje, Sveta Gora.

### Narodno romarsko središče
| Slika                     | Cerkev                  | Kraj   | Župnija                                   | Škofija   |
| ------------------------- | ----------------------- | ------ | ----------------------------------------- | --------- |
| Klikni za spremembo slike | Bazilika Marije Pomagaj | Brezje | neposredno podrejena Nadškofiji Ljubljana | Ljubljana |

### Škofijska romarska središča
| Slika                     | Cerkev                              | Kraj                | Župnija        | Škofija       |
| ------------------------- | ----------------------------------- | ------------------- | -------------- | ------------- |
| Klikni za spremembo slike | Bazilika Marije Zavetnice s plaščem | Ptujska Gora        | Ptujska Gora   | Maribor       |
| Klikni za spremembo slike | Bazilika Marijinega obiskanja       | Petrovče            | Petrovče       | Celje         |
| Klikni za spremembo slike | Cerkev Marijinega vnebovzetja       | Čatež (hrib Zaplaz) | Čatež - Zaplaz | Novo mesto    |
| Klikni za spremembo slike | Cerkev Marijinega vnebovzetja       | Turnišče            | Turnišče       | Murska Sobota |
| Klikni za spremembo slike | Bazilika Svetogorske Matere Božje   | Sveta Gora          | Solkan         | Koper         |

## Krajevna središča
| Slika                     | Cerkev                                             | Kraj                                    | Župnija                                 | Škofija       |
| ------------------------- | -------------------------------------------------- | --------------------------------------- | --------------------------------------- | ------------- |
| Klikni za spremembo slike | Cerkev sv. Ane                                     | Babna Gora                              | Sv. Štefan pri Žusmu                    | Celje         |
| Klikni za spremembo slike | Cerkev sv. Ane                                     | Ledinica                                | Žiri                                    | Ljubljana     |
| Klikni za spremembo slike | Cerkev sv. Ane                                     | Leskovec pri Krškem                     | Leskovec pri Krškem                     | Novo mesto    |
| Klikni za spremembo slike | Cerkev sv. Ane                                     | Leše                                    | Prevalje                                | Maribor       |
| Klikni za spremembo slike | Cerkev sv. Ane                                     | Spodnje Tinsko                          | Zibika                                  | Celje         |
| Klikni za spremembo slike | Cerkev sv. Ane                                     | Tunjice                                 | Tunjice                                 | Ljubljana     |
| Klikni za spremembo slike | Cerkev sv. Ane                                     | Veliki Vrh                              | Cirkulane                               | Maribor       |
| Klikni za spremembo slike | Cerkev sv. Ane                                     | Vrhe                                    | Teharje                                 | Celje         |
| Klikni za spremembo slike | Cerkev sv. Ane                                     | Zapuže pri Ribnici                      | Ribnica                                 | Ljubljana     |
| Klikni za spremembo slike | Cerkev sv. Andreja                                 | Planina nad Horjulom                    | Šentjošt nad Horjulom                   | Ljubljana     |
| Klikni za spremembo slike | Cerkev sv. Antona Padovanskega                     | Idrija                                  | Idrija                                  | Koper         |
| Klikni za spremembo slike | Cerkev sv. Antona Padovanskega                     | Sveti Anton na Pohorju                  | Sv. Anton na Pohorju                    | Maribor       |
| Klikni za spremembo slike | Cerkev sv. Antona Padovanskega                     | Velika Štanga                           | Štanga                                  | Ljubljana     |
| Klikni za spremembo slike | Cerkev sv. Antona Padovanskega                     | Zdenska vas (Zdenska reber)             | Dobrepolje - Videm                      | Ljubljana     |
| Klikni za spremembo slike | Cerkev sv. Areha                                   | Frajhajm                                | Sv. Martin na Pohorju                   | Maribor       |
| Klikni za spremembo slike | Cerkev sv. Avguština                               | Velika Varnica                          | Sv. Andraž v Halozah - Zgornji Leskovec | Maribor       |
| Klikni za spremembo slike | Cerkev sv. Bolfenka                                | Kog                                     | Kog                                     | Maribor       |
| Klikni za spremembo slike | Cerkev Brezmadežne Device Marije                   | Kokra                                   | Kokra                                   | Ljubljana     |
| Klikni za spremembo slike | Cerkev Čenstohovske Matere Božje                   | Zgornja Kostrivnica                     | Kostrivnica                             | Celje         |
| Klikni za spremembo slike | Cerkev Čudodelne Matere Božje in sv. Marjete       | Sladka Gora                             | Sladka Gora                             | Celje         |
| Klikni za spremembo slike | Cerkev Device Marije                               | Podčetrtek (na Pesku)                   | Podčetrtek                              | Celje         |
| Klikni za spremembo slike | Cerkev Device Marije                               | Vuzenica (na Kamnu)                     | Vuzenica                                | Maribor       |
| Klikni za spremembo slike | Cerkev sv. Duha                                    | Stara Gora                              | Sv. Jurij ob Ščavnici                   | Murska Sobota |
| Klikni za spremembo slike | Cerkev sv. Duha                                    | Sveti Duh na Ostrem vrhu                | Sv. Duh na Ostrem vrhu                  | Maribor       |
| Klikni za spremembo slike | Cerkev sv. Eme                                     | Sveta Ema                               | Sv. Ema                                 | Celje         |
| Klikni za spremembo slike | Cerkev sv. Frančiška Ksaverija                     | Radmirje                                | Radmirje                                | Celje         |
| Klikni za spremembo slike | Cerkev sv. Frančiška Ksaverija                     | Vesela Gora                             | Šentrupert                              | Novo mesto    |
| Klikni za spremembo slike | Cerkev sv. Frančiška Ksaverija                     | Železniki                               | Železniki                               | Ljubljana     |
| Klikni za spremembo slike | Cerkev sv. Hieronima                               | Koritnice                               | Knežak                                  | Koper         |
| Klikni za spremembo slike | Cerkev sv. Hieronima                               | Nanos                                   | Podnanos                                | Koper         |
| Klikni za spremembo slike | Cerkev sv. Ignacija Lojolskega                     | Rdeči Breg                              | Lovrenc na Pohorju                      | Maribor       |
| Klikni za spremembo slike | Stolnica sv. Janeza Krstnika                       | Maribor                                 | Maribor - Sv. Janez Krstnik             | Maribor       |
| Klikni za spremembo slike | Cerkev sv. Janeza Nepomuka                         | Razkrižje                               | Razkrižje                               | Murska Sobota |
| Klikni za spremembo slike | Cerkev sv. Jošta                                   | Sveti Jošt nad Kranjem                  | Kranj - Šmartin                         | Ljubljana     |
| Klikni za spremembo slike | Cerkev sv. Jožefa                                  | Celje                                   | Celje - Sv. Jožef                       | Celje         |
| Klikni za spremembo slike | Cerkev sv. Jožefa                                  | Ljubljana                               | Ljubljana - Sv. Peter                   | Ljubljana     |
| Klikni za spremembo slike | Cerkev sv. Jožefa                                  | Maribor (Studenci)                      | Maribor - Sv. Jožef                     | Maribor       |
| Klikni za spremembo slike | Cerkev sv. Jožefa                                  | Slovenska Bistrica                      | Slovenska Bistrica                      | Maribor       |
| Klikni za spremembo slike | Cerkev sv. Jožefa                                  | Trška Gora                              | Krško                                   | Novo mesto    |
| Klikni za spremembo slike | Cerkev Karmelske Matere Božje                      | Češnjice                                | Češnjice                                | Ljubljana     |
| Klikni za spremembo slike | Cerkev Karmelske Matere Božje                      | Marija Gradec                           | Laško                                   | Celje         |
| Klikni za spremembo slike | Cerkev sv. Katarine                                | Čeče                                    | Trbovlje - Sv. Martin                   | Celje         |
| Klikni za spremembo slike | Cerkev sv. Katarine                                | Čreta                                   | Vransko                                 | Celje         |
| Klikni za spremembo slike | Cerkev sv. Katarine                                | Lom pod Storžičem                       | Lom                                     | Ljubljana     |
| Klikni za spremembo slike | Cerkev sv. Kozme in Damijana                       | Krka                                    | Krka                                    | Novo mesto    |
| Klikni za spremembo slike | Cerkev sv. Križa                                   | Bele Vode                               | Bele Vode                               | Celje         |
| Klikni za spremembo slike | Cerkev sv. Križa                                   | Dobrič (Gora Oljka)                     | Polzela                                 | Celje         |
| Klikni za spremembo slike | Cerkev sv. Križa                                   | Dobrova pri Dravogradu                  | Črneče                                  | Maribor       |
| Klikni za spremembo slike | Cerkev sv. Križa                                   | Klenik (Slemšek)                        | Vače                                    | Ljubljana     |
| Klikni za spremembo slike | Cerkev sv. Križa                                   | Križna Gora                             | Stara Loka                              | Ljubljana     |
| Klikni za spremembo slike | Cerkev sv. Lenarta                                 | Krtina                                  | Dob                                     | Ljubljana     |
| Klikni za spremembo slike | Cerkev Loretske Matere Božje                       | Zali Log (Suša)                         | Zali Log                                | Ljubljana     |
| Klikni za spremembo slike | Cerkev sv. Lovrenca                                | Semič (Smuk)                            | Semič                                   | Novo mesto    |
| Klikni za spremembo slike | Cerkev sv. Lucije                                  | Dole pri Polici                         | Polica                                  | Ljubljana     |
| Klikni za spremembo slike | Cerkev sv. Lucije                                  | Dražgoše                                | Dražgoše                                | Ljubljana     |
| Klikni za spremembo slike | Cerkev sv. Lucije                                  | Skaručna                                | Vodice                                  | Ljubljana     |
| Klikni za spremembo slike | Cerkev sv. Lucije                                  | Studenice                               | Studenice                               | Maribor       |
| Klikni za spremembo slike | Bazilika Lurške Matere Božje                       | Brestanica                              | Brestanica                              | Celje         |
| Klikni za spremembo slike | Cerkev Lurške Matere Božje                         | Migojnice                               | Griže                                   | Celje         |
| Klikni za spremembo slike | Kapela Lurške Matere Božje                         | Rakovnik (Lurd pri Šentjerneju)         | Šentjernej                              | Novo mesto    |
| Klikni za spremembo slike | Cerkev Lurške Matere Božje                         | Rimske Toplice (Ogeče)                  | Sv. Marjeta pri Rimskih Toplicah        | Celje         |
| Klikni za spremembo slike | Cerkev sv. Maksimilijana                           | Celje                                   | Celje - Sv. Danijel                     | Celje         |
| Klikni za spremembo slike | Cerkev Marije Alietske                             | Izola                                   | Izola                                   | Koper         |
| Klikni za spremembo slike | Cerkev Marije Kraljice miru                        | Visoko (hrib Kurešček)                  | Ig                                      | Ljubljana     |
| Klikni za spremembo slike | Kapela Marije Pomagaj                              | Rateče (dolina Tamar)                   | Rateče - Planica                        | Ljubljana     |
| Klikni za spremembo slike | Cerkev Marije Pomočnice                            | Breg ob Savi                            | Kranj - Drulovka/Breg                   | Ljubljana     |
| Klikni za spremembo slike | Cerkev Marije Pomočnice                            | Kočevske Poljane (Gorica)               | Poljane - Dolenjske Toplice             | Novo mesto    |
| Klikni za spremembo slike | Cerkev Marije Pomočnice                            | Ljubljana (Križanke)                    |                                         | Ljubljana     |
| Klikni za spremembo slike | Cerkev Marije Pomočnice                            | Ljubljana (Rakovnik)                    | Ljubljana - Rakovnik                    | Ljubljana     |
| Klikni za spremembo slike | Cerkev Marije Pomočnice                            | Ljubno                                  | Ljubno                                  | Ljubljana     |
| Klikni za spremembo slike | Cerkev Marije Pomočnice                            | Puščava                                 | Sv. Marija v Puščavi                    | Maribor       |
| Klikni za spremembo slike | Cerkev Marije Pomočnice                            | Zagorje                                 | Zagorje                                 | Celje         |
| Klikni za spremembo slike | Cerkev Marije Pribežališče grešnikov               | Planina (Planinska gora)                | Planina pri Rakeku                      | Ljubljana     |
| Klikni za spremembo slike | Cerkev Marije Sedem žalosti                        | Gradišče (Stara sveta gora)             | Podsreda                                | Celje         |
| Klikni za spremembo slike | Cerkev Marije Sedem žalosti                        | Jeruzalem                               | Sv. Miklavž pri Ormožu                  | Maribor       |
| Klikni za spremembo slike | Cerkev Marije Snežne                               | Avče                                    | Kanal                                   | Koper         |
| Klikni za spremembo slike | Cerkev Marije Snežne                               | Črnotiče (Gradišca)                     | Predloka                                | Koper         |
| Klikni za spremembo slike | Kapela Marije Snežne                               | Krnica (Kredarica)                      | Dovje                                   | Ljubljana     |
| Klikni za spremembo slike | Cerkev Marije Snežne                               | Solčava                                 | Solčava                                 | Celje         |
| Klikni za spremembo slike | Cerkev Marije Snežne                               | Svetina                                 | Svetina                                 | Celje         |
| Klikni za spremembo slike | Cerkev Marije Tolažnice                            | Budanje (zaselek Log pri Vipavi)        | Budanje                                 | Koper         |
| Klikni za spremembo slike | Cerkev Marije Tolažnice                            | Čermožiše                               | Žetale                                  | Maribor       |
| Klikni za spremembo slike | Cerkev Marije Zvezde                               | Nova Štifta                             | Gornji Grad                             | Celje         |
| Klikni za spremembo slike | Cerkev Marijinega darovanja                        | Tabor                                   | Senožeče                                | Koper         |
| Klikni za spremembo slike | Cerkev Marijinega imena                            | Kalobje                                 | Kalobje                                 | Celje         |
| Klikni za spremembo slike | Cerkev Marijinega imena                            | Kozaršče (hrib Mengore)                 | Volče                                   | Koper         |
| Klikni za spremembo slike | Cerkev Marijinega imena                            | Podklanec (Žeželj)                      | Vinica                                  | Novo mesto    |
| Klikni za spremembo slike | Cerkev Marijinega imena                            | Ruše                                    | Ruše                                    | Maribor       |
| Klikni za spremembo slike | Cerkev Marijinega imena                            | Sveta Planina                           | Sveta Planina                           | Ljubljana     |
| Klikni za spremembo slike | Cerkev Marijinega obiskanja                        | Ljubljana (hrib Rožnik)                 | Ljubljana - Marijino oznanjenje         | Ljubljana     |
| Klikni za spremembo slike | Cerkev Marijinega obiskanja                        | Polenšak                                | Polenšak                                | Maribor       |
| Klikni za spremembo slike | Cerkev Marijinega oznanjenja                       | Adergas (Velesovo)                      | Velesovo                                | Ljubljana     |
| Klikni za spremembo slike | Cerkev Marijinega oznanjenja                       | Crngrob                                 | Stara Loka                              | Ljubljana     |
| Klikni za spremembo slike | Cerkev Marijinega oznanjenja                       | Nazarje                                 | Nazarje                                 | Celje         |
| Klikni za spremembo slike | Cerkev Marijinega oznanjenja                       | Nova Gorica (Kostanjevica)              | Nova Gorica - Kapela                    | Koper         |
| Klikni za spremembo slike | Cerkev Marijinega oznanjenja                       | Velika Slevica                          | Velike Lašče                            | Ljubljana     |
| Klikni za spremembo slike | Cerkev Marijinega prikazovanja                     | Strunjan                                | Strunjan                                | Koper         |
| Klikni za spremembo slike | Cerkev Marijinega rojstva                          | Gradišče                                | Primskovo na Dolenjskem                 | Ljubljana     |
| Klikni za spremembo slike | Cerkev Marijinega rojstva                          | Homec                                   | Homec                                   | Ljubljana     |
| Klikni za spremembo slike | Cerkev Marijinega rojstva                          | Kačiče - Pared                          | Hrpelje - Kozina                        | Koper         |
| Klikni za spremembo slike | Cerkev Marijinega rojstva                          | Rovišče                                 | Sveta gora                              | Ljubljana     |
| Klikni za spremembo slike | Cerkev Marijinega rojstva                          | Trška Gora                              | Št. Peter - Otočec                      | Novo mesto    |
| Klikni za spremembo slike | Cerkev Marijinega rojstva                          | Zagaj (Svete gore)                      | Sv. Peter pod Svetimi gorami            | Celje         |
| Klikni za spremembo slike | Cerkev Marijinega varstva                          | Prihova                                 | Prihova                                 | Maribor       |
| Klikni za spremembo slike | Cerkev Marijinega vnebovzetja                      | Bezovica                                | Predloka                                | Koper         |
| Klikni za spremembo slike | Cerkev Marijinega vnebovzetja                      | Bled (Blejski otok)                     | Bled                                    | Ljubljana     |
| Klikni za spremembo slike | Cerkev Marijinega vnebovzetja                      | Bovec                                   | Bovec                                   | Koper         |
| Klikni za spremembo slike | Cerkev Marijinega vnebovzetja                      | Dobrova                                 | Dobrova                                 | Ljubljana     |
| Klikni za spremembo slike | Cerkev Marijinega vnebovzetja                      | Fara                                    | Fara pri Kočevju                        | Novo mesto    |
| Klikni za spremembo slike | Cerkev Marijinega vnebovzetja                      | Grad                                    | Grad                                    | Murska Sobota |
| Klikni za spremembo slike | Cerkev Marijinega vnebovzetja                      | Kojsko                                  | Kojsko                                  | Koper         |
| Klikni za spremembo slike | Cerkev Marijinega vnebovzetja                      | Kranj (Primskovo)                       | Kranj - Primskovo                       | Ljubljana     |
| Klikni za spremembo slike | Cerkev Marijinega vnebovzetja                      | Lesce                                   | Lesce                                   | Ljubljana     |
| Klikni za spremembo slike | Cerkev Marijinega vnebovzetja                      | Ljubljana (Polje)                       | Ljubljana - Polje                       | Ljubljana     |
| Klikni za spremembo slike | Cerkev Marijinega vnebovzetja                      | Mali Dol (Oberšljan)                    | Komen                                   | Koper         |
| Klikni za spremembo slike | Cerkev Marijinega vnebovzetja                      | Mekinje                                 | Mekinje                                 | Ljubljana     |
| Klikni za spremembo slike | Cerkev Marijinega vnebovzetja                      | Nova Štifta                             | Sodražica                               | Ljubljana     |
| Klikni za spremembo slike | Cerkev Marijinega vnebovzetja                      | Olimje                                  | Olimje                                  | Celje         |
| Klikni za spremembo slike | Cerkev Marijinega vnebovzetja                      | Slavina                                 | Slavina                                 | Koper         |
| Klikni za spremembo slike | Cerkev Marijinega vnebovzetja                      | Smrečje                                 | Šentjošt nad Horjulom                   | Ljubljana     |
| Klikni za spremembo slike | Cerkev Marijinega vnebovzetja                      | Spodnja Idrija                          | Spodnja Idrija                          | Koper         |
| Klikni za spremembo slike | Cerkev Marijinega vnebovzetja                      | Šmarje pri Sežani                       | Sežana                                  | Koper         |
| Klikni za spremembo slike | Cerkev Marijinega vnebovzetja                      | Šmartno pri Slovenj Gradcu              | Šmartno pri Slovenj Gradcu              | Maribor       |
| Klikni za spremembo slike | Cerkev Marijinega vnebovzetja                      | Tolmin                                  | Tolmin                                  | Koper         |
| Klikni za spremembo slike | Cerkev Marijinega vnebovzetja                      | Velika Račna                            | Kopanj                                  | Ljubljana     |
| Klikni za spremembo slike | Cerkev Marijinega vnebovzetja                      | Vitovlje                                | Osek                                    | Koper         |
| Klikni za spremembo slike | Cerkev Marijinega vnebovzetja                      | Vremski Britof                          | Vreme                                   | Koper         |
| Klikni za spremembo slike | Cerkev Marijinega vnebovzetja                      | Vrh pri Boštanju (Topolovec)            | Boštanj                                 | Novo mesto    |
| Klikni za spremembo slike | Cerkev Marijinega vnebovzetja                      | Vurberk                                 | Vurberk                                 | Maribor       |
| Klikni za spremembo slike | Cerkev Marijinega vnebovzetja                      | Zagozdac                                | Stari trg ob Kolpi                      | Novo mesto    |
| Klikni za spremembo slike | Cerkev Marijinega vnebovzetja                      | Zgornji Tuhinj                          | Zgornji Tuhinj                          | Ljubljana     |
| Klikni za spremembo slike | Cerkev sv. Marjete                                 | Žlebe                                   | Preska                                  | Ljubljana     |
| Klikni za spremembo slike | Cerkev sv. Martina                                 | Ponikva                                 | Ponikva                                 | Celje         |
| Klikni za spremembo slike | Cerkev Matere Božje                                | Svete gore, Bistrica ob Sotli           | Sv. Peter pod Svetimi gorami            | Celje         |
| Klikni za spremembo slike | Cerkev Matere Božje                                | Čreta                                   | Vransko                                 | Celje         |
| Klikni za spremembo slike | Cerkev Matere Božje                                | Kokarje                                 | Rečica ob Savinji                       | Celje         |
| Klikni za spremembo slike | Cerkev Matere Božje                                | Spodnje Tinsko                          | Zibika                                  | Celje         |
| Klikni za spremembo slike | Cerkev Matere Božje                                | Zreče (Brinjeva gora)                   | Zreče                                   | Maribor       |
| Klikni za spremembo slike | Cerkev Matere Dobrega sveta                        | Globočice pri Kostanjevici (Slinovce)   | Kostanjevica na Krki                    | Novo mesto    |
| Klikni za spremembo slike | Cerkev Matere Usmiljenja                           | Kropa                                   | Kropa                                   | Ljubljana     |
| Klikni za spremembo slike | Bazilika Matere Usmiljenja                         | Maribor                                 | Maribor - Sv. Marija                    | Maribor       |
| Klikni za spremembo slike | Cerkev sv. Mihaela                                 | Šmihel                                  | Laško                                   | Celje         |
| Klikni za spremembo slike | Cerkev sv. Mohorja in Fortunata                    | Gornji Grad                             | Gornji Grad                             | Celje         |
| Klikni za spremembo slike | Cerkev Naše ljube Gospe presvetega Srca Jezusovega | Davča                                   | Davča                                   | Ljubljana     |
| Klikni za spremembo slike | Cerkev sv. Neže                                    | Ključevica (hrib Kum)                   | Dobovec                                 | Ljubljana     |
| Klikni za spremembo slike | Cerkev sv. Ožbolta                                 | Ožbalt                                  | Sv. Ožbalt ob Dravi                     | Maribor       |
| Klikni za spremembo slike | Cerkev sv. Pankracija                              | Ponikva pri Žalcu                       | Gornja Ponikva                          | Celje         |
| Klikni za spremembo slike | Cerkev sv. Pankracija                              | Slovenj Gradec                          | Stari trg pri Slovenj Gradcu            | Maribor       |
| Klikni za spremembo slike | Cerkev sv. Petra                                   | Črna pri Kamniku                        | Kamnik                                  | Ljubljana     |
| Klikni za spremembo slike | Cerkev sv. Petra                                   | Dvor pri Polhovem Gradcu                | Polhov Gradec                           | Ljubljana     |
| Klikni za spremembo slike | Cerkev sv. Petra                                   | Otiški Vrh (Kronska gora)               | Sv. Peter na Kronski gori               | Maribor       |
| Klikni za spremembo slike | Cerkev sv. Petra                                   | Poljče                                  | Begunje na Gorenjskem                   | Ljubljana     |
| Klikni za spremembo slike | Cerkev Povišanja sv. Križa                         | Jurjevica                               | Ribnica                                 | Ljubljana     |
| Klikni za spremembo slike | Cerkev sv. Primoža in Felicijana                   | Črna pri Kamniku                        | Kamnik                                  | Ljubljana     |
| Klikni za spremembo slike | Cerkev sv. Roka                                    | Brežice                                 | Brežice                                 | Celje         |
| Klikni za spremembo slike | Cerkev sv. Roka                                    | Dobovec pri Rogatcu                     | Sv. Rok ob Sotli                        | Celje         |
| Klikni za spremembo slike | Cerkev sv. Roka                                    | Drožanje (nad Sevnico)                  | Sevnica                                 | Celje         |
| Klikni za spremembo slike | Cerkev sv. Roka                                    | Ljubljana (Dravlje)                     | Ljubljana - Dravlje                     | Ljubljana     |
| Klikni za spremembo slike | Cerkev sv. Roka                                    | Predenca (nad Šmarjem pri Jelšah)       | Šmarje pri Jelšah                       | Celje         |
| Klikni za spremembo slike | Cerkev sv. Roka                                    | Žužemberk                               | Žužemberk                               | Novo mesto    |
| Klikni za spremembo slike | Cerkev Rožnovenske Matere Božje                    | Ljubljana (Šmarna gora)                 | Vodice                                  | Ljubljana     |
| Klikni za spremembo slike | Cerkev Rožnovenske Matere Božje                    | Stopno                                  | Škocjan pri Novem mestu                 | Novo mesto    |
| Klikni za spremembo slike | Cerkev Rožnovenske Matere Božje                    | Tomišelj                                | Tomišelj                                | Ljubljana     |
| Klikni za spremembo slike | Cerkev Srca Jezusovega                             | Drežnica                                | Drežnica                                | Koper         |
| Klikni za spremembo slike | Cerkev Škapulirske Matere Božje                    | Zbelovska Gora (Ljubična)               | Poljčane                                | Maribor       |
| Klikni za spremembo slike | Cerkev sv. Treh Kraljev                            | Brunk                                   | Radeče                                  | Ljubljana     |
| Klikni za spremembo slike | Cerkev sv. Treh Kraljev                            | Sveti Trije Kralji v Slovenskih goricah | Sv. Benedikt v Slovenskih goricah       | Maribor       |
| Klikni za spremembo slike | Cerkev sv. Trojice                                 | Dol pod Gojko                           | Frankolovo                              | Celje         |
| Klikni za spremembo slike | Cerkev sv. Trojice                                 | Lendavske Gorice                        | Lendava                                 | Murska Sobota |
| Klikni za spremembo slike | Cerkev sv. Trojice                                 | Sveta Trojica v Slovenskih goricah      | Sv. Trojica v Slovenskih goricah        | Maribor       |
| Klikni za spremembo slike | Cerkev sv. Trojice                                 | Vinji Vrh pri Semiču                    | Semič                                   | Novo mesto    |
| Klikni za spremembo slike | Cerkev sv. Trojice                                 | Vrhnika                                 | Vrhnika                                 | Ljubljana     |
| Klikni za spremembo slike | Cerkev sv. Trojice                                 | Zgornja Polskava                        | Župnija                                 | Maribor       |
| Klikni za spremembo slike | Cerkev sv. Uršule                                  | Jazbina (Uršlja gora)                   | Stari trg pri Slovenj Gradcu            | Maribor       |
| Klikni za spremembo slike | Cerkev sv. Valentina                               | Limbarska Gora                          | Moravče                                 | Ljubljana     |
| Klikni za spremembo slike | Kapela sv. Vida                                    | Strehovci                               | Bogojina                                | Murska Sobota |
| Klikni za spremembo slike | Cerkev sv. Volbenka                                | Leše                                    | Prevalje                                | Maribor       |
| Klikni za spremembo slike | Cerkev sv. Volbenka                                | Na Logu                                 | Poljane nad Škofjo Loko                 | Ljubljana     |
| Klikni za spremembo slike | Cerkev sv. Zenona in Marijinega imena              | Lig (Marijino Celje)                    | Kanal                                   | Koper         |
| Klikni za spremembo slike | Cerkev Žalostne Matere Božje                       | Dedni Dol                               | Višnja Gora                             | Ljubljana     |
| Klikni za spremembo slike | Cerkev Žalostne Matere Božje                       | Miren (Mirenski grad)                   | Miren                                   | Koper         |
| Klikni za spremembo slike | Cerkev Žalostne Matere Božje                       | Mokronog (Žalostna gora)                | Mokronog                                | Novo mesto    |
| Klikni za spremembo slike | Cerkev Žalostne Matere Božje                       | Podbrezje (Tabor)                       | Podbrezje                               | Ljubljana     |
| Klikni za spremembo slike | Cerkev Žalostne Matere Božje                       | Prevalje pod Krimom (Žalostna gora)     | Preserje                                | Ljubljana     |
| Klikni za spremembo slike | Cerkev Žalostne Matere Božje                       | Rosalnice (Tri fare)                    | Metlika                                 | Novo mesto    |
| Klikni za spremembo slike | Bazilika Žalostne Matere Božje                     | Stična                                  | Stična                                  | Ljubljana     |
| Klikni za spremembo slike | Cerkev Žalostne Matere Božje                       | Žebnik                                  | Radeče                                  | Ljubljana     |

## Zamejska središča

### Avstrija
| Slika                     | Cerkev                                       | Kraj                                        | Škofija |
| ------------------------- | -------------------------------------------- | ------------------------------------------- | ------- |
| Klikni za spremembo slike | Cerkev sv. Andreja                           | Šentandraž v Labotski dolini                | Celovec |
| Klikni za spremembo slike | Cerkev Božjega groba                         | Čirkovče (Humec pri Pliberku)               | Celovec |
| Klikni za spremembo slike | Cerkev sv. Eme                               | Sveta Hema                                  | Celovec |
| Klikni za spremembo slike | Cerkev Kristusa Odrešenika in Vseh svetnikov | Milje                                       | Celovec |
| Klikni za spremembo slike | Cerkev sv. Križa                             | Perava                                      | Celovec |
| Klikni za spremembo slike | Bazilika Loretske Matere Božje               | Šentandraž v Labotski dolini                | Celovec |
| Klikni za spremembo slike | Bazilika Marije Snežne                       | Marija v Logu                               | Celovec |
| Klikni za spremembo slike | Cerkev Marijinega obiskanja                  | Dolina                                      | Celovec |
| Klikni za spremembo slike | Cerkev Marijinega vnebovzetja                | Gospa Sveta                                 | Celovec |
| Klikni za spremembo slike | Cerkev Matere Božje                          | Grebinj (Premonstratenski samostan Grebinj) | Celovec |
| Klikni za spremembo slike | Bazilika Marijinega rojstva                  | Gradec                                      | Gradec  |
| Klikni za spremembo slike | Sostolnica Marijinega vnebovzetja            | Krka                                        | Celovec |
| Klikni za spremembo slike | Cerkev Marijinega vnebovzetja                | Žihpolje                                    | Celovec |
| Klikni za spremembo slike | Cerkev Matere Božje                          | Blače                                       | Celovec |
| Klikni za spremembo slike | Cerkev Matere Božje in sv. Volbenka          | Lisna gora                                  | Celovec |
| Klikni za spremembo slike | Cerkev Matere Božje                          | Železna Kapla - Bela (v Trnju)              | Celovec |
| Klikni za spremembo slike | Cerkev Matere Božje                          | Podgorje                                    | Celovec |
| Klikni za spremembo slike | Sostolnica Marijinega vnebovzetja            | Rein                                        | Gradec  |
| Klikni za spremembo slike | Cerkev Matere Božje                          | Sveto mesto                                 | Celovec |
| Klikni za spremembo slike | Cerkev Matere Usmiljenja                     | Marija na Zilji                             | Celovec |
| Klikni za spremembo slike | Cerkev sv. Primoža in Felicijana             | Otok                                        | Celovec |
| Klikni za spremembo slike | Cerkev Rožnovenske Matere Božje              | Otok                                        | Celovec |
| Klikni za spremembo slike | Cerkev sv. Vincenca                          | Sveta Kri                                   | Celovec |

### Italija
| Slika                     | Cerkev                                                         | Kraj                                                    | Škofija |
| ------------------------- | -------------------------------------------------------------- | ------------------------------------------------------- | ------- |
| Klikni za spremembo slike | Cerkev Barbanske Matere Božje                                  | Gradež (otok Barbana)                                   | Gorica  |
| Klikni za spremembo slike | Bazilika sv. Evfemije                                          | Gradež                                                  | Gorica  |
| Klikni za spremembo slike | Cerkev sv. Jožefa                                              | Ricmanje                                                | Trst    |
| Klikni za spremembo slike | Stolnica sv. Justa                                             | Trst                                                    | Trst    |
| Klikni za spremembo slike | Cerkev Marije Kraljice (italijansko narodno romarsko središče) | Vejna (grič)                                            | Trst    |
| Klikni za spremembo slike | Cerkev Marije Snežne                                           | Trst                                                    | Trst    |
| Klikni za spremembo slike | Bazilika Marijinega vnebovzetja in sv. Mohorja in Fortunata    | Oglej                                                   | Gorica  |
| Klikni za spremembo slike | Cerkev Marijinega vnebovzetja                                  | Repentabor                                              | Trst    |
| Klikni za spremembo slike | Cerkev Matere Božje                                            | Botač (v Pečeh)                                         | Trst    |
| Klikni za spremembo slike | Cerkev Matere Božje                                            | Stara gora nad Čedadom (Kapucinski samostan Stara gora) | Videm   |
| Klikni za spremembo slike | Cerkev Višarske Matere Božje                                   | Žabnice (Svete Višarje)                                 | Gorica  |